# College Park Skyhawks 2019-2020
La stagione 2019-20 dei College Park Skyhawks fu la 3ª nella NBA D-League per la franchigia.
I College Park Skyhawks al momento dell'interruzione della stagione a causa della pandemia da COVID-19, erano terzi nella Southeast Division con un record di 19-23.

## Roster
| N° | Naz.                   | Ruolo | Sportivo           | Anno | Alt. | Peso |
| -- | ---------------------- | ----- | ------------------ | ---- | ---- | ---- |
| 0  | Stati Uniti (bandiera) | A     | Brandon Goodwin    | 1995 | 188  | 82   |
| 1  | Stati Uniti (bandiera) | G     | Armoni Brooks      | 1998 | 191  | 88   |
| 2  | Stati Uniti (bandiera) | A     | Charlie Brown      | 1998 | 201  | 91   |
| 6  | Stati Uniti (bandiera) | G     | Tahjere McCall     | 1994 | 193  | 86   |
| 7  | Stati Uniti (bandiera) | A     | Marcus Derrickson  | 1996 | 201  | 113  |
| 8  | Stati Uniti (bandiera) | A     | Phil Cofer         | 1996 | 203  | 104  |
| 11 | Stati Uniti (bandiera) | G     | Ronshad Shabazz    | 1996 | 196  | 98   |
| 11 | Stati Uniti (bandiera) | G     | Tyrone Wallace     | 1994 | 196  | 90   |
| 12 | Stati Uniti (bandiera) | G     | Cat Barber         | 1994 | 185  | 78   |
| 13 | Stati Uniti (bandiera) | A     | Sanjay Lumpkin     | 1994 | 198  | 100  |
| 18 | Stati Uniti (bandiera) | G     | Jordan Sibert      | 1992 | 193  | 85   |
| 21 | Angola (bandiera)      | AC    | Bruno Fernando     | 1998 | 206  | 106  |
| 32 | Stati Uniti (bandiera) | A     | Kenny Gabriel      | 1989 | 203  | 95   |
| 35 | Stati Uniti (bandiera) | AC    | Mark Ogden         | 1994 | 206  | 100  |
| 44 | Stati Uniti (bandiera) | A     | Nick Ward          | 1997 | 206  | 111  |
|    | Stati Uniti (bandiera) | G     | R.J. Hunter        | 1993 | 198  | 86   |
|    | Stati Uniti (bandiera) | C     | Reggis Onwukamuche | 1992 | 208  | 102  |

## Staff tecnico
- Allenatore: Noel Gillespie
- Vice-allenatori: Calbert Cheaney, Sam Newman-Beck, Mfon Udofia, Shelden Williams
- Preparatore atletico: Cally Britz
- Preparatore fisico: Yassen Khan